# Álvaro Uribe Vélez
Álvaro Uribe Vélez (født 4. juli 1952) er en colombiansk jurist og politiker, som har været landets præsident siden 7. august 2002. I 2006 blev han genvalgt for endnu en fireårig periode.
Uribe er kendt for at have slået hårdt ned på landets kommunistiske guerillagrupper, bl.a. ved at indføre et belønningsystem hvor en soldat i hæren får en dusør for hver guerilla han dræber. Det har ført til at hæren har taget uskyldige og iklædt dem guerilla uniformer og derefter henrettet dem for at få dusøren 